# Torwartregeln (Fußball)
Das Regelwerk für Torhüter im Fußball ist Bestandteil der Fußballregeln und dort nicht gesondert zusammengefasst. Die Torwartregeln wurden in den letzten Jahren mehrfach geändert, um das Spiel zu beschleunigen und attraktiver zu gestalten.
Speziell für Torhüter gelten die folgenden Regeln: Der Torwart ist der einzige Spieler einer Mannschaft, der den Ball im eigenen Strafraum – wenn auch mit Einschränkungen, siehe unten – mit der Hand spielen darf. Ein Angriff auf einen Torwart ist verboten, wenn er den Ball mit der Hand kontrolliert, wobei bereits die Berührung des Balles als dessen Kontrolle gilt. Ebenfalls verboten ist das unsportliche Bedrängen des Torwartes, etwa im Zuge der Ausführung eines Eckstoßes. Daneben werden die Bestimmungen zum gefährlichen Spiel bei einem Torwart anders ausgelegt: Üblicherweise wird bei einem Spieler, der auf dem Boden liegt und den Ball blockiert oder sehr spielnah ist, wegen gefährlichen Spiels auf Regelverstoß gegen diesen Spieler entschieden. Beim Torwart ist dies anders, da es seiner Rolle im Spiel entspricht, eben bei Bedarf auch auf dem Boden zu liegen.
Das bereits genannte Verbot des unsportlichen Bedrängens des Torwartes, wobei die Schiedsrichter angewiesen sind, dies insbesondere im eigenen Torraum (umgangssprachlich 5-Meter-Raum) zu unterbinden, führt im volkstümlichen Regelwissen zur fälschlichen Annahme, der Torwart habe im Torraum Sonderrechte.

## Systematik
Das Regelwerk ist in der Bezeichnung nicht konsequent und spricht teilweise vom Torwart, teilweise vom Torhüter; gemeint sind aber dieselben Spieler. Einige Bestimmungen zum Schutz des Torwartes sind unter der Überschrift Vergehen des Torhüters zu finden (IFAB-Anweisungen zur Regel 12).

## Besonderheiten
- In jeder Mannschaft muss ein Spieler Torwart sein, sonst kann das Spiel nicht stattfinden.
- Bei einer Verletzung des Torwartes, bei der eine Behandlung erforderlich ist, muss dieser den Platz nicht verlassen. Das Spiel wird so lange unterbrochen, bis er wieder einsetzbar ist oder ein Ersatzmann eingewechselt wurde. Von dieser Besonderheit profitieren auch alle Spieler, die während der Behandlung des Torwartes ebenfalls einer Behandlung bedürfen, da sie während dieser Zeit das Feld ebenfalls nicht verlassen müssen.
- Der Torhüter muss sich optisch von den Feldspielern beider Mannschaften unterscheiden. Zugleich soll er sich vom Schiedsrichter und dessen Assistenten sowie vom Torwart der anderen Mannschaft unterscheiden, ist dies ausnahmsweise nicht möglich, ist der Schiedsrichter gehalten, das zu akzeptieren. Die Unterscheidung bezieht sich vor allem auf die Farbe seines Trikots.
- Der Torwart darf beim Abschlag aus der Hand von keinem Gegenspieler angegriffen, berührt oder gestört werden.
- Kommt der Ball auf eine Art und Weise zum Torwart, in der es diesem nach den Regeln gestattet wäre, den Ball in die Hand zu nehmen, kann er den Ball auch zunächst ohne Hilfe seiner Hände annehmen und darf den Ball in derselben Spielsituation weiterhin in die Hand nehmen. Dies gilt auch, wenn der Ball zwar mit den Händen angenommen, aber nicht kontrolliert wurde, beispielsweise durch abklatschen.
- Die Rückpassregel besagt, dass es dem Torwart nicht gestattet ist, den Ball mit seinen Händen aufzunehmen oder zu berühren, wenn es sich dabei um ein kontrolliertes Zuspiel mit dem Fuß oder einen Einwurf durch einen Mitspieler der eigenen Mannschaft handelt. Hat der Torhüter nach einmal solchen Zuspiel erfolglos versucht den Ball zu klären (aus dem Strafraum zu schießen), so ist es ihm danach gestattet den Ball mit der Hand zu berühren oder aufzunehmen. Ein Zuspiel mit dem Kopf oder anderen Körperteilen hingegen ist erlaubt, sofern dies nicht in der Absicht der Umgehung der Regel erfolgt (z. B. Spieler 1 lupft den Ball in Kopfhöhe zu Spieler 2, welcher den Ball dann zum Torwart köpft).
- Der Torwart darf den Ball maximal acht Sekunden mit der Hand kontrollieren, danach muss er den Ball freigeben, anderenfalls wird der gegnerischen Mannschaft ein Eckstoß zugesprochen.
- Ein Torwart, der den Ball regelkonform mit der Hand kontrolliert, darf nicht mehr angegriffen werden. Als Kontrolle des Balles gilt in diesem Fall schon die reine Berührung mit nur einem Finger.
- Das übliche Prellen eines Balles in der Abfolge Hand-Boden-Hand gilt nicht als Freigabe des Balles. Daher läuft die Zeit der maximal zulässigen Ballkontrolle hier weiter, gleichzeitig gilt dies aber auch nicht als erneute Ballaufnahme („Rückpassregel“), ebenso ist ein Angriff auf den Torwart weiterhin nur in der Form des korrekten Remplers zulässig.
- Der Torhüter darf nach einem selbst ausgeführten Freistoß, Abstoß usw. den Ball mit Hand oder Fuß erst dann wieder berühren, wenn ihn dazwischen ein anderer Spieler berührt hat. Seit der Saison 2020/2021 ist gegen den Torhüter dann eine gelbe bzw. rote Karte zu verhängen, wenn er durch dieses Fehlverhalten einen aussichtsreichen Angriff unterbindet, ein Gegentor verhindert oder eine offensichtliche Torchance vereitelt. Spielfortsetzung bleibt ein indirekter Freistoß für die angreifende Mannschaft.[2]

## Bekleidung

### Trikot
Die Kleidung der Torhüter muss sich optisch von der aller anderen Spieler und des Schiedsrichtergespanns unterscheiden, was meist in Form eines andersfarbigen Trikots umgesetzt wird. Ist die Trikotfarbe des Torwarts einer anderen zu ähnlich, entscheidet der Schiedsrichter, in welcher Farbe gespielt werden muss. Der Torwart darf, wie alle anderen Spieler, lang- oder kurzärmelige Trikots tragen. Bekannte ehemalige Torhüter, die kurzärmelige Trikots trugen, sind zum Beispiel Iker Casillas oder Gianluigi Buffon.

### Hose
Auch die Art der Hose, die der Torhüter verwendet, ist im Regelwerk nicht festgelegt. Standard ist wie bei den Feldspielern eine kurze, knielange Hose. Manche Torhüter tragen zusätzliche unter der eigentlichen Hose noch Funktionswäsche, um sich besser vor Verletzungen schützen zu können. Es gibt auch Torhüter, die stets mit langer Hose aufliefen, bekannt hierfür war der ehemalige ungarische Torhüter Gábor Király, dessen lange Hose zu seinem Markenzeichen wurde.

### Handschuhe
Ob ein Torwart Handschuhe tragen will oder nicht, obliegt seiner eigenen Entscheidung, wobei heutzutage fast jeder Torwart Handschuhe verwendet. Dies liegt vor allem in der deutlich besseren Ballkontrolle als mit der bloßen Hand und dem Schutz vor Handverletzungen begründet.
Siehe auch: Torwarthandschuh

## Strafstoß

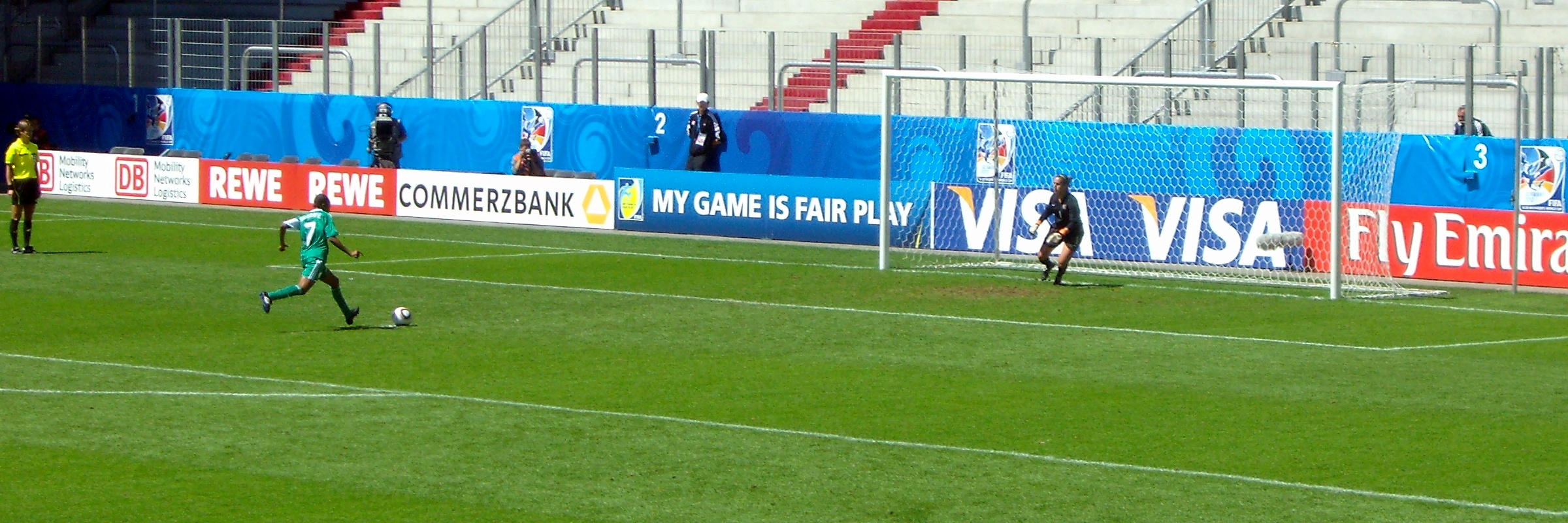
Torhüterin Bianca Henninger bewegte sich wie beim ersten auch bei diesem zweiten Strafstoß-Versuch Esther Sundays im Elfmeterschießen des U-20-WM-Spiels USA – Nigeria, gemäß Beurteilung der Schiedsrichterin regelwidrig vor die Torlinie, sodass Sunday nach zwei vergebenen Chancen den dritten Elfmeter verwandeln konnte.

### Geschichte
Seit 1906 ist es dem Torhüter verboten, bei einem Strafstoß die Torlinie zu verlassen, er durfte sich allerdings bewegen, um den Schützen zu irritieren. Ab 1929 durfte sich der Torwart bis zum Schuss nicht mehr bewegen. Früher führte diese Regel immer wieder zu Diskussionen, sobald der Ball gehalten oder verschossen wurde. Hatte sich der Torwart tatsächlich zu früh bewegt, war der Strafstoß zu wiederholen, sodass die ausführende Mannschaft, die nicht zu einem Torerfolg gekommen war, nahezu regelmäßig eine zu frühe Bewegung des Torwartes reklamierte, was die verteidigende Mannschaft ebenso vehement bestritt.

### Heutige Regelung
Mittlerweile ist es dem Torwart wieder erlaubt, sich auf der Torlinie zu bewegen, er darf diese Linie aber weiterhin erst verlassen, wenn der Schütze den Ball berührt hat. Seit den Regeländerungen im Sommer 2019 muss sich bei der Berührung des Schützen mit dem Ball nur noch ein Fuß des Torwarts auf oder über der Torlinie befinden.
Verstößt der Torwart gegen diese Regel, indem er die Linie zu früh verlässt, wird der Strafstoß wiederholt, wenn der Torwart diesen halten konnte.
Des Weiteren darf der Torhüter bei der Ausführung des Strafstoßes weder Pfosten oder Latte noch das Tornetz berühren.
Weigert sich der Torhüter, sich bei einem Strafstoß ins Tor zu stellen, wird er vom Schiedsrichter gebeten, dies zu tun. Weigert er sich weiterhin, ist der Spielführer dazu angehalten, auf seinen Torwart einzuwirken. Bleibt auch dies erfolglos, muss das Spiel abgebrochen werden.

#### Mögliche Szenarien
- Torhüter verstößt gegen Regel, Elfmeter wird von der angreifenden Mannschaft regelkonform verwandelt: Tor zählt, keine Konsequenzen
- Torhüter verstößt gegen Regel, Elfmeter wird ohne Berührung des Torhüters über oder neben das Tor oder an Pfosten oder Latte geschossen: Keine Konsequenzen, es sei denn, das Verhalten des Torhüters hat „den Schützen eindeutig gestört“. In diesem Fall würde der Torhüter zunächst nur ermahnt und der Strafstoß wiederholt.
- Torhüter verstößt gegen Regel, hält den Elfmeter: Elfmeter wird wiederholt und der Torhüter ermahnt. Bei wiederholtem Verstoß erhält der Torhüter die Gelbe Karte.[2]

## Indirekter Freistoß
Ein Torwart verursacht einen indirekten Freistoß für die gegnerische Mannschaft, wenn er innerhalb seines Strafraums einen der folgenden Verstöße begeht:
- Er wartet, während er den Ball mit seinen Händen kontrolliert, mehr als sechs Sekunden, bevor er ihn für das Spiel freigibt.
Seit der Einführung dieser Regel im Jahr 1997 wird das Verhalten des Torwarts nicht mehr durch die Schrittzahl beschränkt, wenn er den Ball mit den Händen oder Armen kontrolliert, wie es die Vier-Schritte-Regel von 1982/1985[7] bestimmt hatte. Er darf den Ball seither höchstens noch sechs Sekunden in den Händen halten, darf aber innerhalb dieser sechs Sekunden beliebig viele Schritte machen.
- Er berührt den Ball mit der Hand, den ihm ein Mitspieler absichtlich und kontrolliert mit dem Fuß zugespielt hat, dies gilt auch bei Einwürfen vom Mitspieler (Rückpass). Hiervon ausgenommen sind unkontrollierte Zuspiele, wie zum Beispiel Kopfbälle.
- Hat der Torwart den Ball bereits mit den Händen kontrolliert und gibt den Ball frei, in dem er ihn beispielsweise mit dem Fuß dribbelt, so darf er den Ball nicht mehr aufnehmen. Das reine Prellen eines Balles gilt nicht als Freigabe.

## Schiedsrichterball
Mit der Neuregelung des Schiedsrichterballes im Sommer 2019 wurde eingeführt, dass bei einem Schiedsrichterball im eigenen Strafraum ausschließlich der Torwart an diesem Schiedsrichterball teilnehmen darf, während alle anderen Spieler mindestens vier Meter Abstand einhalten müssen. Unverändert blieb, dass der Torwart den Ball nach einem Schiedsrichterball in die Hand nehmen darf.

## Platzverweis für Torhüter
Siehe auch: Platzverweis
Ein Torhüter erhält eine rote bzw. gelb-rote Karte nach den gleichen Regeln wie alle anderen Spieler (Tätlichkeit, wiederholtes Foulspiel usw.). Darüber hinaus erhält er einen Platzverweis, wenn er den Ball außerhalb seines Strafraums mit der Hand spielt und hierbei eine klare Torchance verhindert. Nach einer roten Karte für den Torwart gilt: Der Torhüter muss ersetzt werden, da ohne ihn kein Spiel stattfinden darf. Hierzu wird in der Regel ein Feldspieler für den Ersatztorwart ausgewechselt. Ist das Wechselkontingent jedoch bereits erschöpft, muss ein Feldspieler als Torwart spielen. Er muss als Torwart erkennbar sein – üblicherweise durch die Trikotfarbe – und für ihn gelten die normalen Torwartregeln.

## Torwartwechsel
Jeder Feldspieler darf seinen Platz mit dem Torhüter tauschen; dabei muss der neue Torwart durch seine Kleidung als solcher kenntlich werden, während der bisherige Torwart kleidungsmäßig eindeutig als Spieler erkennbar sein muss (Trikotwechsel). Ist das Auswechselkontingent einer Mannschaft erschöpft und der Torwart muss wegen einer Verletzung oder eines Feldverweises („Rote Karte“) ausscheiden, muss ein Feldspieler seine Funktion übernehmen, damit das Spiel fortgesetzt werden kann. Für diesen gelten fortan die Torwartregeln.
Der Schiedsrichter muss über einen beabsichtigten Torwartwechsel vor dessen Durchführung informiert werden, gleichgültig, ob er mit einer Auswechslung verbunden ist oder nur zwei Spieler ihre Funktion tauschen. Seit Beginn der Saison 2017/2018 muss der Schiedsrichter nicht mehr informiert werden, wenn der Torwartwechsel während der Halbzeitpause, zwischen dem Ende der regulären Spielzeit und dem Beginn der Verlängerung oder nach dem Ende der Verlängerung und vor dem Beginn des Elfmeterschießens stattfindet; soweit dies jedoch mit der Auswechslung des bisherigen Torwartes einhergeht, muss der Wechselvorgang dem Schiedsrichter angezeigt werden und bedarf dessen Zustimmung.

## Hallenfußball

### Futsal
In der offiziellen Variante des Hallenfußballs gelten für die Torhüter folgende Regeln:
- Beim Futsal gilt eine verschärfte Rückpass-Regel: Kommt der Ball vom eigenen Torwart, darf dieser den Ball nur dann mit dem Fuß erneut spielen, wenn der Ball zwischenzeitlich vom Gegner berührt wurde. Der Torwart kann und wird ähnlich wie beim Handball durch einen weiteren Feldspieler ersetzt.
- Wenn sich der Torwart in der gegnerischen Hälfte befindet, darf der Torwart den Ball beliebig oft und lange berühren.
- Der Torwart kann den Ball nur durch einen Abwurf ins Spiel bringen. Der Torwart darf den Ball, nachdem er im Aus war, oder aus dem Spiel heraus immer über die Mittellinie werfen.
- Es gilt in der eigenen Hälfte bei jeder Ballkontrolle, unabhängig ob der Ball mit Fuß oder Hand kontrolliert wird, die 4-Sekunden-Regel.

### Sonstige
Vereins- oder Hallenturniere sind nicht an die Regeln für den Hallenfußball von der FIFA gebunden.
Mögliche Abweichungen wären zum Beispiel:
- Abwürfe bzw. Abstöße durch den Torwart dürfen nicht ohne Boden- oder Spielerberührung über die Mittellinie erfolgen. Oft wird der Abwurf durch Einrollen ersetzt.
- Der Torwart darf sein Tor nur bis zur Mittellinie oder den Torraum nur zu Abwehr eines Angriffes verlassen.
- Beim Abstoß – auch wenn dieser durch einen Abwurf ersetzt wird – darf der Ball die Mittellinie erst überqueren, wenn er von einem beliebigen anderen Spieler berührt wurde.